# Плеханов, Валентин Михайлович
Плеханов Валентин Михайлович (1895—после 1930) — офицер Российского императорского флота, участник Первой мировой войны. Георгиевский кавалер, лейтенант.

## Биография
Плеханов Валентин Михайлович родился 14 сентября 1895 года. В службе с 1912 года, учился в Морском корпусе. 4 ноября 1914 года произведён в корабельные гардемарины, а 6 ноября 1914 года Высочайшим приказом по Морскому ведомству № 1323 — в мичманы (второй ускоренный выпуск Морского корпуса) с назначением в Черноморский флотский экипаж.
Участник Первой мировой войны. Служил в минной бригаде Черноморского флота. Участвовал в Эрзурумской операции, «за то, что 28 февраля 1916 г., высадившись с 8-мью матросами в расположении противника и взяв в плен в окопах 10 аскеров, устроил переправу наших войск через реку Колопотамос и тем способствовал занятию нашими войсками важных укрепленных позиций» приказом по флоту № 199 от 1 сентября 1917 года был награждён орденом Святого Георгия 4 степени 
В марте 1917 года назначен на вспомогательный крейсер «Король Карл», который был приспособлен для несения гидросамолётов. С сентября 1917 года служил старшим офицером эскадренного миноносца «Капитан Сакен», 21 декабря 1917 года приказом командующего Черноморским флотом № 5184 был назначен исполняющим должность командира миноносца «Стремительный».
1 мая 1918 года Приказом Официального представителя Морского Министерства Украинской Державы в Севастополе был зачислен в резерв в резерв чинов Морского ведомства Украинской державы. Состоял в Добровольческой армии и ВСЮР. 19 января 1919 года произведён в лейтенанты. Эвакуирован в Константинополь. 30 ноября 1920 года окончил Штурманский офицерский класс. В начале 1930-х годов старший лейтенант Плеханов Валентин Михайлович состоял в Белградском морском объединении. Дальнейшая судьба неизвестна. 

## Награды
- орден Святого Георгия 4 степени (01.09.1917).
- медаль «В память 300-летия царствования дома Романовых» (1913)[1];